# LGA 1150
LGA 1150 (Socket H3) — процессорный разъем для процессоров Intel Core  4-го (микроархитектура Haswell) и 5-го поколения (Broadwell), выпущенный в 2013 году.
LGA 1150 разработан в качестве замены LGA 1155 (Socket H2). 
Socket H3 выполнен по технологии LGA (Land Grid Array) и представляет собой разъём с подпружиненными или мягкими контактами, к которым с помощью специального держателя с захватом и рычага прижимается процессор.
Монтажные отверстия для систем охлаждения на сокетах 1150/1151/1155/1156 полностью идентичны, что означает полную совместимость и идентичный порядок монтажа систем охлаждения для этих сокетов.
В 2015 году LGA 1150 был заменён на LGA 1151 — разъём для процессоров компании Intel, который поддерживает процессоры архитектур Skylake.

## Поддержкачипсетов
LGA 1150 используется с наборами микросхем Intel H81, B85, Q85, Q87, H87, Z87, H97, Z97. Процессоры Xeon для LGA 1150 используются с чипсетами Intel C222, C224 и C226.

### Первое поколение
| Чипсет                                                                         | H81                                      | B85                                      | Q85                                      | Q87                                      | H87                                      | Z87                                      |
| ------------------------------------------------------------------------------ | ---------------------------------------- | ---------------------------------------- | ---------------------------------------- | ---------------------------------------- | ---------------------------------------- | ---------------------------------------- |
| Поддержка разгона                                                              | CPU + GPU                                | CPU + GPU                                | CPU + GPU                                | CPU + GPU                                | CPU + GPU                                | CPU + GPU + RAM                          |
| Поддержка процессоров Haswell Refresh                                          | Да (может потребоваться обновление БИОС) | Да (может потребоваться обновление БИОС) | Да (может потребоваться обновление БИОС) | Да (может потребоваться обновление БИОС) | Да (может потребоваться обновление БИОС) | Да (может потребоваться обновление БИОС) |
| Поддержка процессоров Broadwell                                                | Нет                                      | Нет                                      | Нет                                      | Нет                                      | Нет                                      | Нет                                      |
| Количество слотов DIMM                                                         | 2                                        | 4                                        | 4                                        | 4                                        | 4                                        |                                          |
| Количество портов USB 2.0/3.0                                                  | 8 / 2                                    | 8 / 4                                    | 10 / 4                                   | 8 / 6                                    | 8 / 6                                    | 8 / 6                                    |
| Количество портов SATA 2.0/3.0                                                 | 2 / 2                                    | 2 / 4                                    | 2 / 4                                    | 0 / 6                                    | 0 / 6                                    | 0 / 6                                    |
| Дополнительные линии PCIe (Контроллер портов PCI Express 3.0 реализован в CPU) | 6 × PCIe 2.0                             | 8 x PCIe 2.0                             | 8 x PCIe 2.0                             | 8 x PCIe 2.0                             | 8 x PCIe 2.0                             | 8 x PCIe 2.0                             |
| Поддержка обычного PCI                                                         | Нет                                      | Нет                                      | Нет                                      | Нет                                      | Нет                                      | Нет                                      |
| Intel Rapid Storage Technology (RAID)                                          | Нет                                      | Нет                                      | Нет                                      | Да                                       | Да                                       | Да                                       |
| Smart Response Technology                                                      | Нет                                      | Нет                                      | Нет                                      | Да                                       | Да                                       | Да                                       |
| Intel Anti-Theft Technology                                                    | Да                                       | Да                                       | Да                                       | Да                                       | Да                                       | Да                                       |
| Intel Active Management, Trusted Execution, VT-d, Intel vPro Technology        | Нет                                      | Нет                                      | Нет                                      | Да                                       | Нет                                      | Нет                                      |
| Дата анонса                                                                    | 2 июня 2013                              | 2 июня 2013                              | 2 июня 2013                              | 2 июня 2013                              | 2 июня 2013                              | 2 июня 2013                              |
| TDP чипсета                                                                    | 4,1 Вт                                   | 4,1 Вт                                   | 4,1 Вт                                   | 4,1 Вт                                   | 4,1 Вт                                   | 4,1 Вт                                   |
| Техпроцесс                                                                     | 32 nm                                    | 32 nm                                    | 32 nm                                    | 32 nm                                    | 32 nm                                    | 32 nm                                    |

### Второе поколение
| Чипсет                                                                    | H97              | Z97                                                                           |
| ------------------------------------------------------------------------- | ---------------- | ----------------------------------------------------------------------------- |
| Поддержка разгона                                                         | CPU + GPU        | CPU + GPU + RAM                                                               |
| Поддержка процессоров Haswell Refresh                                     | Да               | Да                                                                            |
| Поддержка процессоров Broadwell                                           | Да               | Да                                                                            |
| Количество слотов DIMM, максимум                                          | 4                | 4                                                                             |
| Количество портов USB 2.0/3.0, максимум                                   | 8 / 6            | 8 / 6                                                                         |
| Количество портов SATA 2.0/3.0, максимум                                  | 0 / 6            | 0 / 6                                                                         |
| CPU-attached PCI Express                                                  | 1 × PCIe 3,0 ×16 | Либо 1 × PCIe 3.0 ×16, 2 × PCIe 3.0 ×8 либо 1 × PCIe 3.0 ×8 и 2 × PCIe 3.0 ×4 |
| Chipset-attached PCI Express                                              | 8 × PCIe 2,0 ×1  | 8 × PCIe 2,0 ×1                                                               |
| Поддержка обычного PCI                                                    | Нет              | Нет                                                                           |
| Intel Rapid Storage Technology (RAID)                                     | Да               | Да                                                                            |
| Smart Response Technology                                                 | Да               | Да                                                                            |
| Intel Anti-Theft Technology                                               | Да               | Да                                                                            |
| Технологии Intel Active Management и Intel vPro (Trusted Execution, VT-d) | Нет              | Нет                                                                           |
| Дата выпуска                                                              | 12 мая 2014      | 12 мая 2014                                                                   |
| TDP чипсета                                                               | 4,1 Вт           | 4,1 Вт                                                                        |
| Техпроцесс                                                                | 22 нм            | 22 нм                                                                         |